# Dufourea subdavidsoni
Dufourea subdavidsoni är en biart som beskrevs av Richard Mitchell Bohart 1949. Dufourea subdavidsoni ingår i släktet solbin, och familjen vägbin. Inga underarter finns listade i Catalogue of Life.